# 美国石化炼制者协会

NPRA标志

美国石化炼制者协会（National Petrochemical & Refiners Association，缩写为NPRA）是美国乃至世界炼油和石化行业非常具有影响力的协会。其成员包括了超过450家公司，实际上包括了全美所有石油炼制和石油化工企业。

## 历史
美国石化炼制者协会的前身为成立于1902年的全国石油协会（National Petroleum Association，NPA）。NPA主要由美国东海岸一些石油炼制公司发起成立，如Sun Oil（现为Sunoco）、Pure Oil（现为艾克森美孚的一部分）、Sinclair以及Shell。
1912年，西部石油炼制业协会（Western Petroleum Refiners Association）加入进来。两个组织于1918年在华盛顿特区开设联合办公室，为实现会员公司的需要而同美国联邦政府进行交涉。协会的事务包括会员之间的公平竞争，石油产品的运输，原油和石化产品的税率等问题。
到了二十世纪六十年代，炼油行业所遇到的问题越来越多的由地区性转化为全国性问题，因此1961年7月1日，NPA和WPRA两组织正式合并成立美国全国石油炼制业协会（National Petroleum Refiners Association）。
为了反映石油化工与炼制工业的日益趋同，美国全国石油炼制业协会在1998年更名为现在使用的名称：全国石化炼制者协会（缩写仍然为NPRA，中译为：美国石化炼制者协会）。

## 组织结构
NPRA有超过450个会员公司，其管理机构为董事会和执行委员会，除此之外，还有设有以下常设委员会：
- 计算机委员会
- 环境委员会
- 火灾及事故预防委员会
- 政府关系委员会
- 业界关系委员会
- 提案委员会
- 润滑油及石油蜡委员会
  - 石油蜡子委员会
- 运维委员会
- 生产委员会
  - 燃料顾问子委员会
- 石化委员会
  - 石化统计子委员会
  - 石化提案子委员会
- 石化指导委员会
- 理科教师教育计划（STEP）委员会
- 安全委员会
- 国际石化信息论坛

## 影响
美国石化炼制者协会一年一度的年会，是石化行业内最重要的会议之一。